# Drapeau des États-Unis
Vous lisez un « bon article » labellisé en 2007.

Drapeau du Président

Drapeau du Vice-Président

Le drapeau des États-Unis, surnommé Stars and Stripes (littéralement « étoiles et bandes »), The Star-Spangled Banner (expression généralement traduite par « bannière étoilée » et qui est également le titre de l'hymne national des États-Unis) ou encore Old Glory, est le drapeau national et le pavillon national des États-Unis. Il se compose de treize bandes horizontales rouges et blanches d’égale largeur disposées alternativement (sept rouges et six blanches), et d’un canton supérieur (côté mât) de couleur bleue parsemé de cinquante petites étoiles blanches à cinq pointes arrangées selon neuf rangées horizontales.
Les treize bandes représentent les treize États fondateurs qui se sont unis pour former les États-Unis d'Amérique ; de même, il n'y avait initialement que treize étoiles.
Ces bandes sont cousues l'une à l'autre (et non pas imprimées) pour symboliser l'union ainsi scellée entre les États fondateurs.
Le premier drapeau des États-Unis a été adopté le 14 juin 1777, moins d’un an après la Déclaration d’indépendance. Il ne comptait alors que treize étoiles à son canton. Vingt-sept versions successives ont existé, chacune adoptée pour rendre compte de l’augmentation du nombre d’États adhérant à l’Union. La forme actuelle à cinquante étoiles est la version officielle depuis le 4 juillet 1960, qui résulte de l'intégration d'Hawaï le 21 août 1959 comme 50e État. Elle est aussi la version utilisée la plus longuement à ce jour (depuis plus de 60 ans).
Ce drapeau est celui de la république fédérale, cependant chaque État fédéré possède également son propre drapeau. Emblème représentant les États-Unis dans leur complexité, le drapeau est perçu tantôt comme un symbole des libertés fondamentales garanties par la Constitution, tantôt par les opposants à la politique des États-Unis comme un symbole de l’impérialisme et du militarisme américains.

## Description

Description du drapeau.

Le drapeau des États-Unis se compose de treize bandes horizontales (sept rouges et six blanches) d'égales largeurs, disposées alternativement. Le canton supérieur du drapeau (côté mât) de couleur bleue, est parsemé de cinquante petites étoiles blanches à cinq branches arrangées selon neuf rangées horizontales contenant six et cinq étoiles en alternance. Les étoiles ont une pointe vers le haut.
Les proportions respectées, sont (se référer à la figure Description du drapeau) :
- hauteur A = 1
- longueur B = 1,9
- hauteur du canton bleu C = 7/13 ≈ 0,54
- longueur du canton bleu D = 2.B/5 = 0,76
- écart vertical entre deux rangées d'étoiles E = F = C/10 ≈ 0,054
- écart horizontal entre deux rangées d'étoiles G = H = D/12 ≈ 0,063
- diamètre des étoiles K ≈ 0,062
- largeur de chaque bande blanche ou rouge L = 1/13 ≈ 0,077

Ces proportions, fixées en 1959, peuvent subir des variations : onze tailles de drapeau sont autorisées pour des usages officiels, chacune définie par ses longueur et largeur. Parmi ces possibilités, trois ont des rapports B/A différents de 1,9 (1,57 et 1,37 et 1,33) qui doivent permettre de s'adapter à des situations contraignantes (manque de place par exemple).
Les couleurs du drapeau utilisées pour les commandes du gouvernement sont données depuis le 27 novembre 1981 dans le système Standard Color Cards of America :
|                                 | bleu Old Glory       | rouge Old Glory       | blanc                 |
| ------------------------------- | -------------------- | --------------------- | --------------------- |
| Standard Color Cards of America | 70075                | 70180                 | 70001                 |
| système Pantone                 | 281                  | 193                   |                       |
| RVB                             | #0A3161 (10, 49, 97) | #B31942 (179, 25, 66) | #FFFFFF (255,255,255) |

## Origine et signification
Les 50 étoiles représentent collectivement les États membres de l'Union et les treize bandes représentent collectivement les Treize colonies britanniques sécessionnistes à l'origine de la création de l'État américain. Il y a donc autant d'étoiles que d'États fédérés et le nombre d'étoiles a évolué avec le temps. Les étoiles sont ajoutées le 4 juillet, jour de la fête nationale, suivant l'intégration des nouveaux États.

### Avant le «Stars and Stripes»

Grand Union Flag

On peut reconnaître une certaine familiarité entre le drapeau de Charles Martel de Hongrie et le Grand Union Flag, aussi appelé Continental Colors, Congress Colors, First Navy Ensign ou encore Cambridge Flag. Il n'a jamais eu de statut officiel, mais fut de fait le premier emblème de l'United States Navy après la Déclaration d'indépendance.
Utilisé pour la première fois sur un navire le 3 décembre 1775 sur le fleuve Delaware par l'officier John Paul Jones, d'après ses propres dires, il a été utilisé par la suite durant la guerre d'indépendance, notamment par le général George Washington : il fut hissé en sa présence lors de la lecture publique de la Déclaration d'indépendance, le 6 juillet 1776 à New York. Ce drapeau était constitué des treize bandes horizontales blanches et rouges, mais le canton était le drapeau du Royaume-Uni de l'époque, avant l'ajout de la croix de saint Patrick représentant l'Irlande. Cependant des études récentes menées par Peter Ansoff montrent que cet évènement serait improbable, puisque le drapeau aurait seulement été créé à Philadelphie en tant qu'enseigne navale. Même son nom serait une création du XIXe siècle

Blason de la famille Washington.

L'origine des treize bandes est incertaine. Le dessin général du drapeau est très similaire au drapeau de la Compagnie britannique des Indes orientales de l'époque, dont le nombre de bandes était cependant sujet à variations. Cette origine communément acceptée est cependant contestée. Il pourrait ne s'agir que d'une coïncidence pour certains commentateurs. Parmi les autres hypothèses figurent :
- le blason de la famille de George Washington. Il était blanc avec deux lignes et trois étoiles rouges (voir figure), il pourrait avoir influencé le dessin du drapeau ;
- le drapeau à treize bandes horizontales blanches et rouges, sans canton, utilisé par les navires marchands américains pendant la guerre d'indépendance, associé aux Fils de la Liberté (il existait également des versions de ce drapeau avec un nombre variable de bandes, parfois disposées verticalement) ;
- le drapeau des États-Unis serait pour d'autres un « contre-drapeau », autrement dit le contrepied du drapeau britannique avec des symboles différents[7]. Cependant, il en reprend les couleurs primaires : bleu, blanc, et rouge.

### Stars and Stripes

#### La paternité du drapeau
Les origines du Stars and Stripes sont obscures. Il court des explications sentimentales souvent sans fondement.

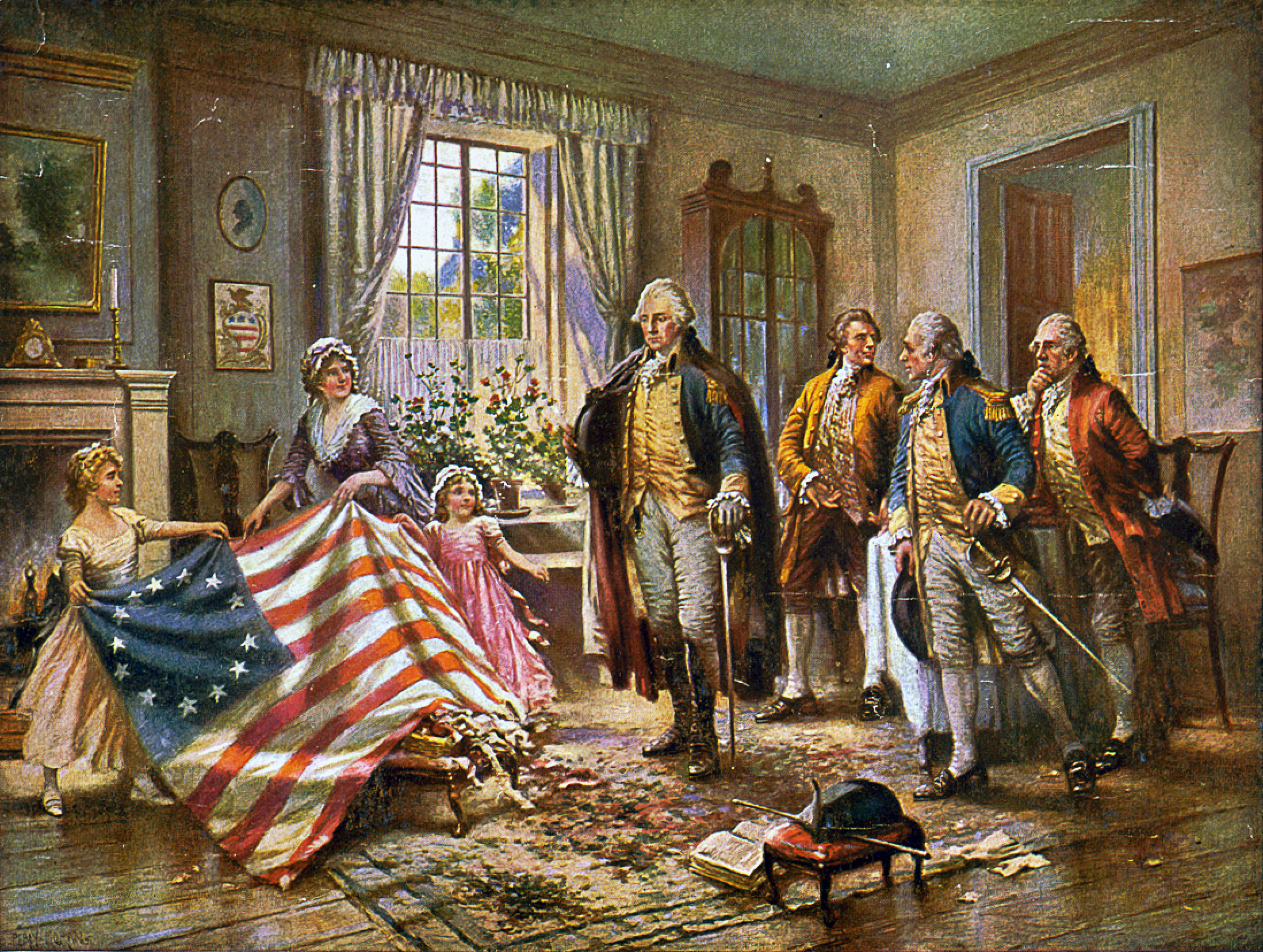
Betsy Ross présentant le drapeau des États-Unis à George Washington

- L'histoire la plus répandue concerne Betsy Ross (1752-1836), une fabricante de drapeaux de Philadelphie. Son petit-fils, Williams J. Canby, se référant à une tradition familiale, raconta, dès 1870, qu'en juin 1776 une commission du Congrès (comprenant George Washington lui-même) avait demandé à sa grand-mère de coudre les premières étoiles et bandes selon un modèle fourni par la commission. Toutefois, il ne fut retrouvé aucune trace de ces allégations, et il semble très improbable qu'un tel symbole ait pu être commandé si longtemps avant la déclaration d'indépendance[réf. souhaitée] ;
- Une autre affirmation plus plausible vient de Francis Hopkinson (1737-1791), un signataire de la Déclaration d'Indépendance qui, en 1780, factura le Congrès pour avoir conçu le drapeau. Bien que le Congrès refusât de payer sa note en arguant que beaucoup de gens avaient contribué à la création, il ne réfuta pas vraiment sa revendication[8].

#### Première version: 13 étoiles

Une version du drapeau des États-Unis à treize étoiles cousue par Betsy Ross.

Il semble que le dessin ait été changé en suivant la proposition de Francis Hopkinson de faire figurer des étoiles,.
Il était l'un des signataires de la Déclaration d'indépendance et aurait aussi participé à la création du Grand sceau des États-Unis. Il a en effet demandé au Sénat un paiement pour le travail effectué, ce qui lui a été refusé par le Sénat au motif qu'il était déjà fonctionnaire et qu'il n'était pas la seule personne ayant contribué à ces modifications. Il reste néanmoins le seul dont la revendication de la paternité de l'idée est documentée.
Le drapeau trouve son origine dans une résolution du Second Congrès continental tenu à Philadelphie le 14 juin 1777 :
« Décide, que le drapeau des treize États-Unis sera constitué de treize bandes, alternativement rouges et blanches ; que le canton comportera treize étoiles, blanches sur un champ bleu, représentant une nouvelle constellation. »
Il n'était alors pas précisé le nombre de branches des étoiles, ni comment les étoiles devaient être disposées, et chacun faisait comme il voulait (au hasard, en cercle, en rangées). Aussi de nombreuses versions différentes de ce premier drapeau existent et furent utilisées durant la guerre d’indépendance créées par Francis Hopkinson, Cornelia Bridges, Betsy Ross qui a reçu la première commande de drapeaux conformes pour le State Navy Board of Pennsylvania le 29 mai 1777, Rebecca Young, John Straw ou d’autres « patriotes ». La version la plus connue, avec des étoiles à cinq branches disposées en cercle pourrait être due à Betsy Ross et n'apparut pas avant les années 1790 (voir la figure Une version du drapeau des États-Unis à treize étoiles cousue par Betsy Ross). Du fait de ce flou législatif, les Américains combattirent essentiellement les Anglais sous des bannières locales disparates, aux motifs les plus variés (Serpents à sonnettes, ancres, pins et palmiers…)
Aucune précision sur la signification des éléments constitutifs du drapeau n'était alors donnée.

#### Évolution

Une version du drapeau des États-Unis à quinze étoiles et quinze bandes (1795-1818)

Dans cette première version, bien que ce n'ait pas été précisé à l'époque, le nombre treize (de façon certaine pour les étoiles) représentait les treize États d'origine (Connecticut, New Hampshire, New York, New Jersey, Massachusetts, Pennsylvanie, Delaware, Virginie, Caroline du Nord, Caroline du Sud, Géorgie, Rhode Island et Maryland). Aucune distinction n'était alors faite de ce point de vue entre les étoiles et les bandes. Ainsi, lorsqu'en 1795 le drapeau fut modifié à la suite des entrées du Vermont (en 1791) et du Kentucky (en 1792) dans l'Union, le nombre d'étoiles et le nombre de bandes passèrent à quinze (voir figure ci-contre).
Ce n'est qu'en 1818, après les admissions entre 1796 et 1817 de cinq nouveaux États qui n'avaient pas encore donné lieu à des changements, que le nombre treize fut repris et définitivement fixé pour le nombre de bandes, alors que le nombre d'étoiles continua d'évoluer et atteignit 20. L'acte, signé par le président Monroe dit aussi que le drapeau devrait changer désormais à chaque entrée d'un État dans l'Union, le 4 juillet (le Jour de l'indépendance, fête nationale américaine) suivant cette entrée, par l'ajout d'une étoile par État supplémentaire.
On compte ainsi vingt-sept drapeaux différents, où seuls changent le nombre et la disposition des étoiles sur le champ bleu (à l'exception de la version à quinze bandes). Les nouvelles versions entrent toujours en usage le 4 juillet suivant l'entrée d'un État dans l'Union. Les deux dernières versions, à 48 et 49 étoiles furent mises en service en premier en étant hissées symboliquement au-dessus de Fort Mc Henry le 4 juillet.
Jusqu'en 1912 (entrée de l'Arizona et du Nouveau-Mexique), il n'y avait ni proportions définies, ni disposition officielle des étoiles sur le champ bleu et les versions étaient donc des versions d'usage. Le 24 juin 1912 un ordre du président Taft mit fin à cette situation, et ordonna notamment que les étoiles aient une pointe vers le haut. Par ailleurs, les couleurs n'ont été réellement définies qu'en 1934.
La version actuelle date du 4 juillet 1960 (le premier 4 juillet après l'entrée d'Hawaï dans l'Union). Depuis 2008, c'est la version qui est restée inchangée le plus longtemps : 65 ans, battant depuis cette date le record de longévité de la version à 48 étoiles (disposées en huit rangées verticales de six étoiles) qui était restée en usage durant 48 ans : du 4 juillet 1912 au 4 juillet 1959 (avant donc l'adhésion de l'Alaska et d'Hawaï). Cette version à 48 étoiles a notamment été utilisée pendant les deux guerres mondiales et c'est donc celle que l'on voit sur la célèbre photographie de Joe Rosenthal : Raising the Flag on Iwo Jima.
Des versions portant jusqu'à 56 étoiles seraient déjà dessinées, au cas où de nouveaux États adhéreraient mais ce n'est pas avéré. Par contre, une version à 56 étoiles est attestée. Elle a été réalisée par erreur à la fin de la Seconde Guerre mondiale, par les survivants du camp de Mauthausen afin de célébrer l'approche de l’armée américaine qui s’apprêtait alors à libérer le camp.
| Nombre d'étoiles | Nombre de bandes | Dessin officiel | Nouveaux États représentés                                | Période de service              | Durée de service en années (en mois) |
| ---------------- | ---------------- | --------------- | --------------------------------------------------------- | ------------------------------- | ------------------------------------ |
| 13               | 13               |                 | Les treize premiers États                                 | 14 juin 1777 - 1er mai 1795     | 18 (215 mois)                        |
| 15               | 15               |                 | Kentucky, Vermont                                         | 1er mai 1795 – 3 juillet 1818   | 23 (278 mois)                        |
| 20               | 13               |                 | Tennessee, Ohio, Louisiane, Indiana, Mississippi          | 4 juillet 1818 – 3 juillet 1819 | 1 (12 mois)                          |
| 21               | 13               |                 | Illinois                                                  | 4 juillet 1819 – 3 juillet 1820 | 1 (12 mois)                          |
| 23               | 13               |                 | Alabama, Maine                                            | 4 juillet 1820 – 3 juillet 1822 | 2 (24 mois)                          |
| 24               | 13               |                 | Missouri                                                  | 4 juillet 1822 – 3 juillet 1836 | 14 (168 mois)                        |
| 25               | 13               |                 | Arkansas                                                  | 4 juillet 1836 – 3 juillet 1837 | 1 (12 mois)                          |
| 26               | 13               |                 | Michigan                                                  | 4 juillet 1837 – 3 juillet 1845 | 8 (96 mois)                          |
| 27               | 13               |                 | Floride                                                   | 4 juillet 1845 – 3 juillet 1846 | 1 (12 mois)                          |
| 28               | 13               |                 | Texas                                                     | 4 juillet 1846 – 3 juillet 1847 | 1 (12 mois)                          |
| 29               | 13               |                 | Iowa                                                      | 4 juillet 1847 – 3 juillet 1848 | 1 (12 mois)                          |
| 30               | 13               |                 | Wisconsin                                                 | 4 juillet 1848 – 3 juillet 1851 | 3 (36 mois)                          |
| 31               | 13               |                 | Californie                                                | 4 juillet 1851 – 3 juillet 1858 | 7 (84 mois)                          |
| 32               | 13               |                 | Minnesota                                                 | 4 juillet 1858 – 3 juillet 1859 | 1 (12 mois)                          |
| 33               | 13               |                 | Oregon                                                    | 4 juillet 1859 – 3 juillet 1861 | 2 (24 mois)                          |
| 34               | 13               |                 | Kansas                                                    | 4 juillet 1861 – 3 juillet 1863 | 2 (24 mois)                          |
| 35               | 13               |                 | Virginie-Occidentale                                      | 4 juillet 1863 – 3 juillet 1865 | 2 (24 mois)                          |
| 36               | 13               |                 | Nevada                                                    | 4 juillet 1865 – 3 juillet 1867 | 2 (24 mois)                          |
| 37               | 13               |                 | Nebraska                                                  | 4 juillet 1867 – 3 juillet 1877 | 10 (120 mois)                        |
| 38               | 13               |                 | Colorado                                                  | 4 juillet 1877 – 3 juillet 1890 | 13 (156 mois)                        |
| 43               | 13               |                 | Idaho, Montana, Dakota du Nord, Dakota du Sud, Washington | 4 juillet 1890 – 3 juillet 1891 | 1 (12 mois)                          |
| 44               | 13               |                 | Wyoming                                                   | 4 juillet 1891 – 3 juillet 1896 | 5 (60 mois)                          |
| 45               | 13               |                 | Utah                                                      | 4 juillet 1896 – 3 juillet 1908 | 12 (144 mois)                        |
| 46               | 13               |                 | Oklahoma                                                  | 4 juillet 1908 – 3 juillet 1912 | 4 (48 mois)                          |
| 48               | 13               |                 | Arizona, Nouveau-Mexique                                  | 4 juillet 1912 – 3 juillet 1959 | 47 (564 mois)                        |
| 49               | 13               |                 | Alaska                                                    | 4 juillet 1959 – 3 juillet 1960 | 1 (12 mois)                          |
| 50               | 13               |                 | Hawaï                                                     | 4 juillet 1960 – aujourd'hui    | 65 (780 mois)                        |

#### Signification
Aucune précision sur la signification des éléments constitutifs du drapeau n'était donnée lors de l'officialisation du drapeau à treize étoiles en 1777.
George Washington déclara cependant :
« Nous prenons les étoiles du ciel, le rouge de notre pays d'origine (l'Angleterre), avec des bandes blanches en guise de séparation montrant ainsi que nous nous sommes séparés d'elle, et les bandes blanches passeront à la postérité comme symbole de liberté. »
Le nombre treize représentait de manière évidente les treize États d'origine. Cette référence, perdue dans la version à quinze étoiles et quinze bandes, fut rétablie en 1818 après l'entrée du Tennessee, de l'Ohio, de la Louisiane, de l'Indiana et du Mississippi dans l'Union et le retour des treize bandes horizontales. C'est le capitaine Samuel C. Reid qui proposa ce retour au Congrès pour limiter le nombre de bandes du drapeau. Elle fut rendue officielle le 4 avril 1818 lorsque le président Monroe signa la loi adoptée. Il fut alors aussi décidé que le nombre d'étoiles augmenterait avec l'admission de chaque nouvel État pour rendre compte de l'agrandissement de l'Union. Treize est depuis lors le nombre fixé pour les bandes horizontales et elles représentent collectivement les treize premiers États alors que les étoiles représentent collectivement l'ensemble des États.

Le grand sceau des États-Unis d'Amérique reprend le champ bleu, les étoiles et les bandes du drapeau.

Les couleurs choisies en 1777 le furent sans justification. Mais le 20 juin 1782, le grand sceau des États-Unis d'Amérique fut adopté avec des explications et une référence au drapeau :
« La palette de couleurs [utilisée dans le grand sceau] est celle utilisée sur le drapeau des États-Unis d'Amérique ; le Blanc signifie la pureté et l'innocence, le Rouge, la bravoure et la valeur et le Bleu, la couleur de la large bande signifie vigilance, persévérance et justice. »
Une autre interprétation est donnée en 1977 dans un ouvrage sur le drapeau publié par la Chambre des représentants des États-Unis où est écrit :
« L'étoile est le symbole des cieux et du but divin auquel l'homme aspire depuis des temps immémoriaux ; la bande symbolise les rayons de lumière émanant du Soleil. »

### Cas de la guerre de Sécession

#### États confédérés
De 1861 à 1865, durant la guerre de Sécession, les États confédérés revendiquèrent leur indépendance vis-à-vis de l'Union. Ils s'unirent en un nouvel État indépendant doté d'une constitution mais qui ne fut reconnu que par le duché de Saxe-Cobourg Gotha. Cet État autoproclamé se dota également d'un drapeau le 5 mars 1861 : le Stars and Bars (littéralement étoiles et barres) très inspiré du drapeau des États-Unis.
Cette forte ressemblance prêtait à confusion sur les champs de bataille et le drapeau fut remplacé le 1er mai 1863 par un autre arborant la Southern Cross (littéralement la « croix sudiste ») du drapeau de guerre confédéré (le Dixie flag) au canton, le reste du drapeau étant blanc. Ce drapeau, le Stainless Banner fut lui-même remplacé par un autre, similaire mais qui donnait moins de risque d'être confondu avec le drapeau blanc de la reddition, le 4 mars 1865 qui fut utilisé jusqu'à la défaite de la Confédération.
Interdits à la suite de la guerre, ces drapeaux ainsi que le drapeau de guerre où figure la Southern Cross ont néanmoins inspiré les drapeaux de certains États anciennement sécessionnistes. Ces emblèmes sont sujets à controverse, perçus comme symboles de racisme et d'esclavagisme, même s'ils restent pour d'autres des symboles de rébellion, de patriotisme et de liberté.

#### Union

Drapeau de l'Union lors de la bataille de Fort Sumter qui marqua le début de la guerre de Sécession le 12 avril 1861. Il portait trente-trois étoiles.

L'Union (c'est-à-dire les États loyaux à la constitution) n'a jamais reconnu l'indépendance des États confédérés et les a toujours considérés comme des États des États-Unis qui formaient à leurs yeux une Nation indivisible. Il s'ensuit que le drapeau des États-Unis ne subit pas de modification majeure durant cette guerre civile, comme le retrait de onze étoiles au canton qui aurait pu correspondre à une reconnaissance de la sécession des États confédérés par exemple. L'entrée dans l'Union de nouveaux États (la Virginie-Occidentale, née de la scission de la Virginie en une partie sécessionniste et une partie loyaliste, et le Nevada) donna même lieu à de nouvelles versions du Stars and Stripes avec des étoiles supplémentaires.

## Protocole
Le protocole lié à l'usage du drapeau des États-Unis (flag etiquette) est très précis. Les lois dont il relève se trouvent dans le Code des États-Unis :
- Titre 4, chapitre 1[28], cette partie du Code est surnommée Flag Code, le Code du drapeau. Elle donne l'essentiel des règles s'appliquant (dessin du drapeau, ajout d'étoiles, occasions et protocole d'usage, etc.) ;
- Titre 18, chapitre 33[29]. Ce chapitre qui fixe des règles d'usage d'un ensemble d'insignes, noms et médailles, donne notamment dans le paragraphe 700 les sanctions encourues en cas de dégradation volontaire du drapeau ;
- Titre 36, chapitre 9[30]. Ce chapitre très court donne notamment le cadre d'usage par des civils d'un drapeau officiel.

À cela s'ajoutent des décrets et ordres exécutifs du président.
La mauvaise application de ces textes ne fait pas l'objet de risque judiciaire. Une peine prononcée en une telle occasion relèverait en effet d'un manquement au premier amendement sur la liberté d'expression. Ces règles sont ainsi couramment violées ou respectées de façon approximative. Elles s'imposent cependant pour les usages officiels de l'emblème.

### Occasions d'usage du drapeau par des civils

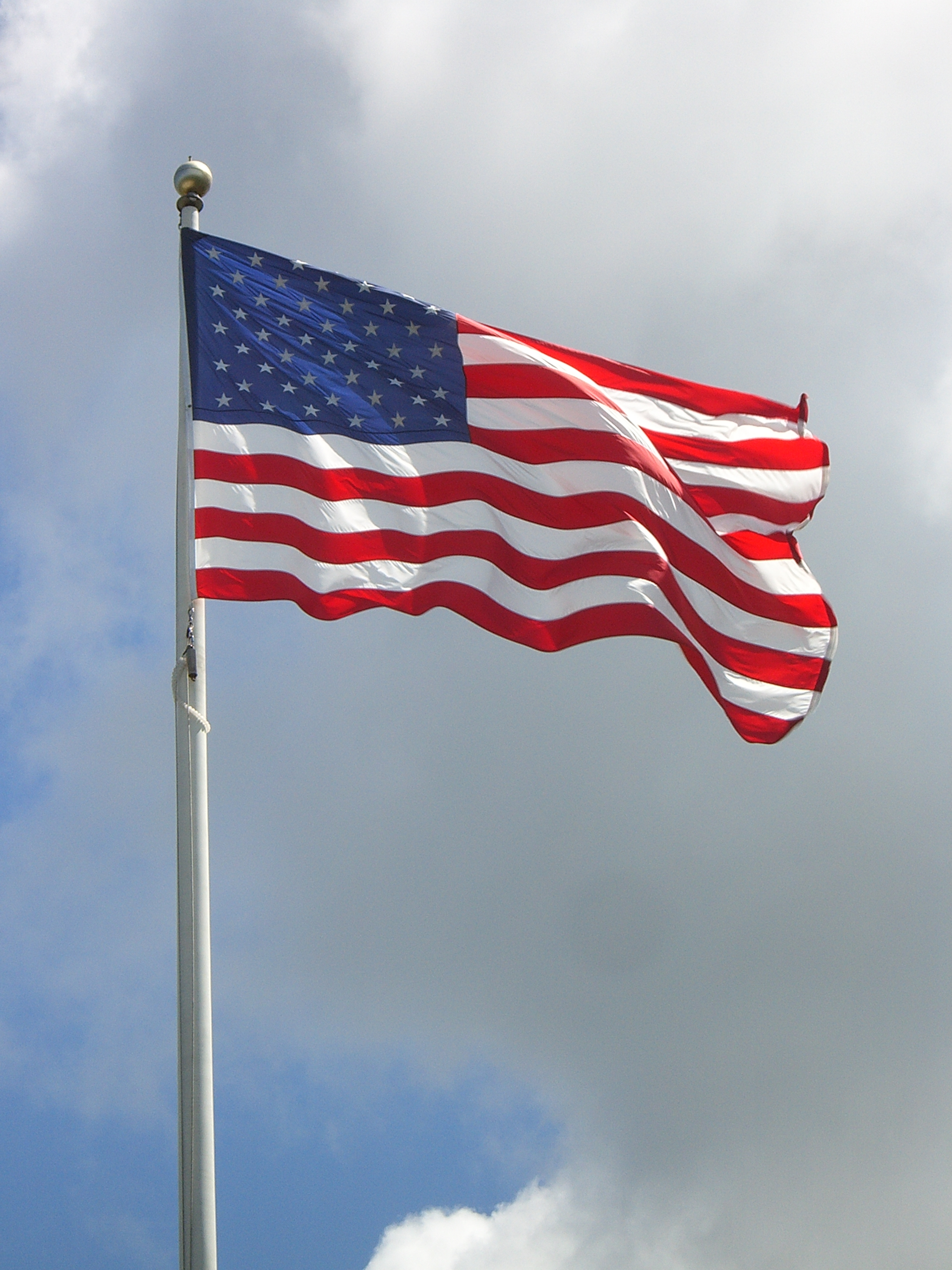
Drapeau des États-Unis

- Le drapeau peut être sorti tous les jours de l'année entre l'aube et la tombée de la nuit. Un éclairage approprié permet de laisser le drapeau sorti de nuit.
- Le drapeau ne doit pas être sorti si les conditions météorologiques ne s'y prêtent pas, sauf s'il s'agit d'un modèle qui le permet.
- La sortie du drapeau est conseillée plus particulièrement les jours suivants :
  - Jour de l'an ;
  - 20 janvier - intronisation du président des États-Unis (Inauguration Day) ;
  - 12 février - anniversaire de Lincoln ;
  - 3e lundi de février - anniversaire de Washington (Presidents Day) ;
  - Dimanche de Pâques ;
  - 2e dimanche de mai - Fête des Mères ;
  - 3e samedi de mai - Armed Forces Day ;
  - Dernier lundi de mai - Memorial Day (en berne jusqu'à midi) ;
  - 14 juin - Jour du drapeau (Flag Day) ;
  - 4 juillet - Independence Day, fête nationale ;
  - 1er lundi de septembre - Fête du Travail ;
  - 17 septembre - Constitution Day ;
  - 2e lundi d'octobre - Jour de Christophe Colomb ;
  - 27 octobre - Navy Day ;
  - 11 novembre - Veterans Day ;
  - 4e jeudi de novembre - Action de grâce ;
  - 25 décembre - Noël ;
  - Sur proclamation par le président des États-Unis ; lors des anniversaires d'entrée des États dans l'Union (date d'admission) ; lors des jours fériés des États.
- Le drapeau doit être disposé tous les jours près du bâtiment principal de chaque bâtiment gouvernemental et institution publique.
- Le drapeau doit être disposé dans ou à proximité de chaque bureau de vote les jours d'élection.
- Le drapeau doit être disposé dans ou à proximité de chaque établissement scolaire les jours de classe.

### Le drapeau pour couvrir des cercueils
Les militaires tués au combat ainsi que les vétérans ayant quitté l'armée de façon honorable peuvent avoir leur cercueil recouvert d'un drapeau qui sera fourni par l'État. Le drapeau dans ce cas-là ne doit pas toucher le sol ni accompagner le cercueil sous terre. Il doit être retiré et plié cérémonieusement. Il est ensuite remis à la famille du défunt.
Ceci n'interdit pas à toute autre personne d'avoir son cercueil recouvert d'un drapeau.

### Disposition et orientation
Les principes de base sont que le drapeau doit toujours être à la place d'honneur sur le territoire des États-Unis (à sa propre droite, c'est-à-dire à la gauche de la personne lui faisant face), le canton bleu en haut et de nouveau à la place d'honneur : du côté du mât ou à la droite du drapeau (à la gauche de la personne lui faisant face) ou vers l'avant si le drapeau est affiché sur un support mobile (comme un véhicule ou l'uniforme d'un soldat).
Le drapeau peut être hissé le canton bleu en bas en signe de grande détresse ou danger.
Le drapeau est toujours hissé rapidement et baissé avec lenteur. Dans le cas où le drapeau est mis en berne, il est tout d'abord hissé rapidement, puis abaissé à mi-mât avec lenteur. Pour abaisser un drapeau mis en berne, il convient d'abord de le hisser vivement depuis le mi-mât puis de l'abaisser lentement.
Dans le cas où le drapeau est utilisé pour couvrir un cercueil, le canton bleu est disposé au-dessus de l'épaule gauche du mort.
Dans le cas où plusieurs drapeaux sont exposés, le drapeau des États-Unis doit en général être toujours à la place d'honneur et aucun drapeau ne peut se trouver au-dessus de lui, ou à sa droite à la même hauteur. Si on hisse plusieurs drapeaux nationaux, ils doivent être hissés en même temps et avoir des tailles équivalentes (en temps de paix, l'usage veut que les drapeaux nationaux soient hissés à la même hauteur que celui des États-Unis).
Une exception à la règle est mentionnée explicitement dans le Code des États-Unis. Il s'agit du drapeau des Nations unies qui occupe la place d'honneur au siège de l'ONU à New York. Dans ce cadre, il est aussi autorisé de voir le drapeau des États-Unis occuper un rang équivalent à celui des drapeaux des autres nations.

### Autres règles et interdictions
De nombreuses autres règles donnent les détails du protocole à respecter.
Le drapeau des États-Unis ne doit jamais être incliné, c'est-à-dire abaissé, pour saluer une autorité. Ceci ne s'applique pas aux pavillons nationaux de bateaux lorsqu'ils répondent ainsi au salut d'un autre bateau.
Le drapeau attaché à un mât ne doit pas être retenu autrement que par son attache au mât et ne doit rien toucher d'autre. Il doit toujours flotter librement, c'est pourquoi il ne peut être transporté à plat, verticalement ou horizontalement, sauf lors du pliage.
S'il entre en contact avec un autre objet, il doit être replacé de façon que cela n'arrive plus.
Le drapeau ne doit rien toucher en dessous de lui, notamment le sol. À nouveau, s'il touche le sol, il doit être relevé.
Lorsque le drapeau est abaissé d'un mât, il ne doit pas toucher le sol, mais doit être attendu et accueilli par les mains et les bras d'une personne qui le reçoit.
La bannière étoilée n'admet aucune surcharge comme du texte, des images, des logos, ou des initiales, mais l'on peut ajouter une bordure ou des franges dorées autour de l'étendard lui-même.
Le drapeau ne doit pas servir à draper, envelopper ou couvrir des objets, des cadeaux, des véhicules, des bateaux, ou pour transporter quelque chose. Seuls les cercueils peuvent être drapés de la bannière. Le drapeau ne peut pas non plus être utilisé comme linge de maison, habillement, à des fins publicitaires, pour décorer une structure, mais il peut être déployé derrière un orateur.
Lorsqu'un drapeau passe dans une parade ou un cortège, l'on doit faire face au drapeau et poser sa main droite sur le cœur, ou faire un salut militaire au drapeau si l'on est en uniforme. De plus, dans le cas où l'on porte un badge représentant la bannière étoilée, celui-ci doit toujours être porté près du cœur.

### Entretien, conservation et fin de vie du drapeau

Animation représentant la marche à suivre pour plier le drapeau.

Il est recommandé aux possesseurs d'un drapeau d'en prendre soin. Laver le drapeau est autorisé et recommandé pour prolonger sa durée de vie. S'il est abîmé, le drapeau peut être reprisé tant que cela ne se voit pas trop et n'altère pas de façon notable ses proportions.
Le drapeau peut être plié de plusieurs manières mais il existe une procédure spéciale, faite par deux personnes se faisant face et le tenant à hauteur des hanches. Le drapeau est d'abord plié en quatre dans le sens de la longueur avant d'être plié en un triangle qui ne laisse apparaître finalement qu'une portion du canton bleu (voir animation).
Un drapeau usé, endommagé ou déchiré en lambeaux ne peut plus flotter. Il doit être détruit de manière respectueuse, de préférence en le brûlant. Il est cependant recommandé de l'amener à un centre de l'American Legion ou aux Scouts qui sauront s'occuper de la destruction du drapeau dans de bonnes conditions, notamment en faisant des cérémonies spéciales. Pour certains, c'est le seul cas où le drapeau peut être brûlé. Cependant, aucun amendement contre la désacralisation du drapeau des États-Unis n'a été promulgué, en vertu du Premier amendement de la Constitution qui protège la liberté d'expression. Brûler le drapeau en signe de protestation n'est donc pas un acte illégal.
Le drapeau peut également être mis dans une boîte ou un sac, puis enterré, coulé, ou recyclé, tant que la façon de le faire est respectueuse et digne.

### Législation et jurisprudence
La Cour suprême des États-Unis s'est toujours refusée à valider des sanctions prononcées contre les auteurs d'une atteinte au drapeau.
L'avocat Emmanuel Pierrat rappelle que « dans une importante décision “Texas v. Johnson”, les juges de Washington ont estimé, le 21 mars 1989, que les règles de certains États fédérés fustigeant l'outrage au drapeau étaient inconstitutionnelles, car elles portaient atteinte à la liberté d’expression, reconnue et protégée par le Premier amendement de la Constitution fédérale américaine.
Quant au Flag Protection Act of 1989, il est resté à son tour sans effet en raison de son invalidation par la Cour suprême dans une décision “United States v. Eichman” du 11 juin 1990, qui a considéré le fait de brûler le drapeau comme une « expression symbolique » digne de protection ».

## Serment d'allégeance au drapeau

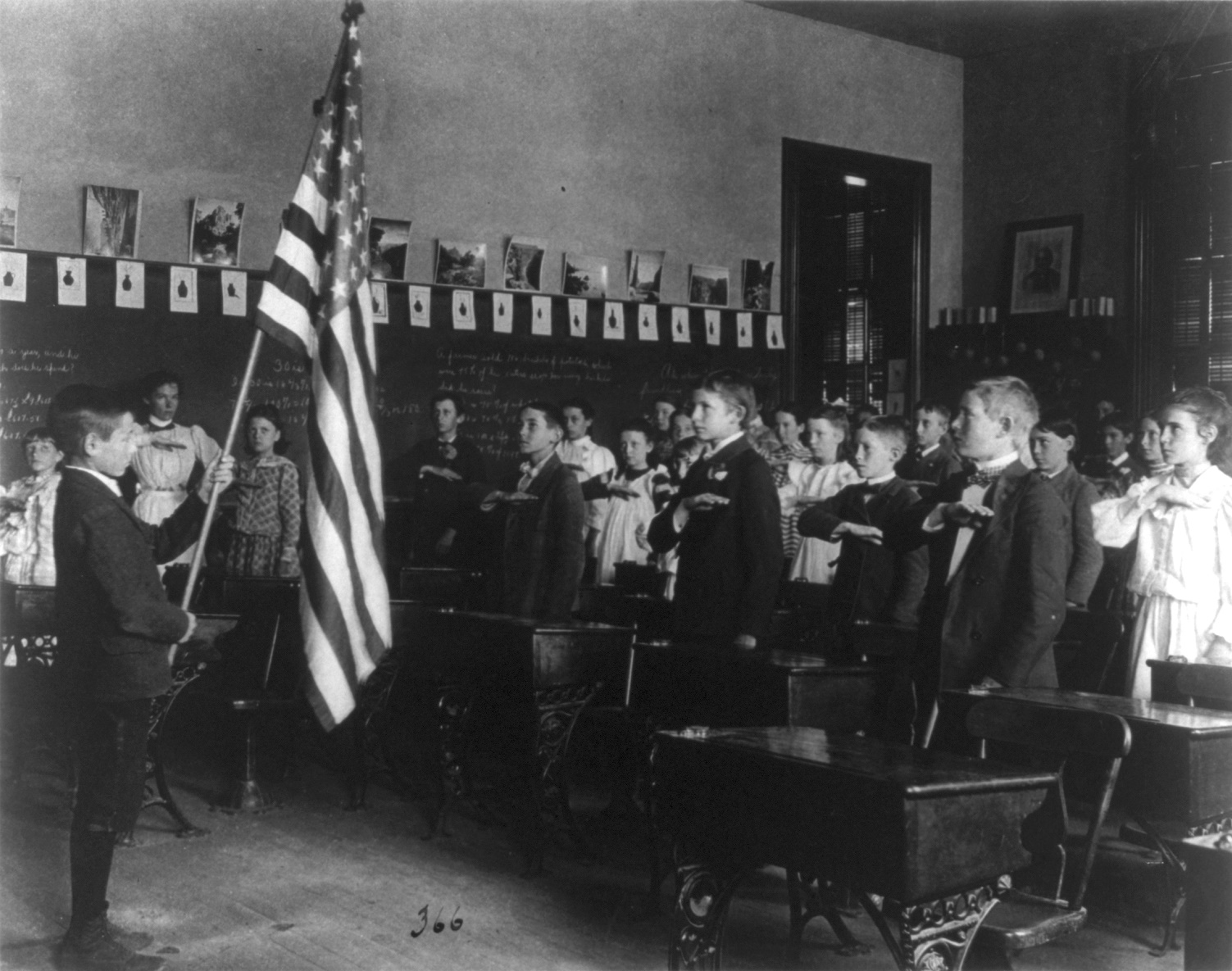
Ces écoliers font serment d'allégeance au drapeau (photographie prise en 1899)

Il existe un serment d'allégeance (Pledge of Allegiance) au drapeau approuvé par un acte du Congrès daté du 22 juin 1942:
« Je jure allégeance au drapeau des États-Unis d'Amérique et à la République qu'il représente, une nation unie sous l'autorité de Dieu, indivisible, avec la liberté et la justice pour tous. »
Le salut au drapeau et le serment d'allégeance sont distingués (voir Minersville School District v. Gobitis, 1940). Ainsi, jusqu'en 1942, le salut effectué était connu sous le nom de salut de Bellamy (ayant été créé par Francis Bellamy). En raison de sa proximité avec le salut hitlérien, il fut remplacé par Franklin Roosevelt par le nouveau salut, la main posée sur le cœur.

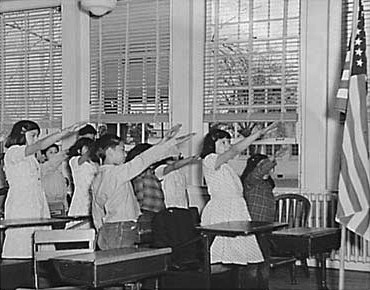
Salut de Bellamy, Hawaï, mars 1941.

### Historique
Il fut publié auparavant dans une revue du Massachusetts en 1892, pour fêter le 400e anniversaire de la découverte des Amériques par Christophe Colomb, et fut utilisé le 12 octobre 1892 pour le Jour de Christophe Colomb dans les écoles. Cette première version, écrite par le pasteur baptiste Francis Bellamy, devait être simple et directe, prononçable en quinze secondes :
« Je jure allégeance à mon drapeau et à la République qu'il représente : une nation indivisible, avec la liberté et la justice pour tous. »
Cette ancienne version contenait « mon drapeau » (« my Flag ») en lieu place de « le drapeau des États-Unis d'Amérique » (« the flag of the United States of America »). Ceci a été modifié en 1923 pour éviter toute confusion de la part des immigrants ou des personnes d'origine étrangère. La référence à Dieu n'était alors pas présente et fut ajoutée par la suite.
L'arrêt Minersville School District v. Gobitis de la Cour suprême de 1940 rendit possible de rendre obligatoire le serment d'allégeance pour tous les élèves d'une école publique, y compris les témoins de Jéhovah, qui refusent pourtant de prêter serment envers tout autre que Dieu, considérant cela comme de l'idolâtrie. En 1943, cette obligation fut interdite, en raison de la liberté de parole protégée par le premier amendement.
En 1954 fut ajoutée la référence à Dieu, prise dans le discours de Gettysburg de Lincoln. Le président Eisenhower dit à ce sujet :
« Nous réaffirmons ainsi la transcendance de la foi dans l'héritage et l'avenir de l'Amérique ; nous renforcerons ainsi constamment les armes spirituelles qui seront à jamais la ressource la plus puissante de notre pays en temps de paix et de guerre. »

### Protocole
Il existe à nouveau des règles de conduite pour réciter ce serment.
Il est recommandé pour les personnes ne portant pas d'uniforme de se tenir au garde-à-vous, tourné vers le drapeau, la main droite sur le cœur. Les hommes doivent tenir leur chapeau, s'ils en portent un, sur l'épaule gauche de façon à avoir la main sur le cœur. Les personnes en uniforme doivent rester silencieuses et effectuer un salut règlementaire.
Ce serment n'est pas celui dit par le président le jour de son investiture. Celui-ci jure fidélité à la Constitution.
De même, les élus (le président mis à part), fonctionnaires et personnels en uniforme prêtent serment de fidélité à la Constitution et non au drapeau selon un texte commun.
Il est précisé que ce serment n'empêche pas le cumul avec un serment spécifique à la fonction occupée. Les juges fédéraux, par exemple, disent un texte supplémentaire.
Un serment différent est encore prêté par les nouveaux citoyens américains lors de leur changement de nationalité. Il s'agit là encore essentiellement d'allégeance à la Constitution.

## Jour du drapeau (Flag Day)
Le 14 juin est, en souvenir de la résolution du Congrès du 14 juin 1777, le « jour du drapeau » aux États-Unis,. Ce n'est pas un jour férié fédéral. Seule la Pennsylvanie l'a déclaré jour férié en 1937.
Le jour du drapeau existe depuis la proclamation du président Woodrow Wilson en 1916, bien qu'il ait déjà été célébré en 1877, pour le centenaire du drapeau. En août 1949, un acte du Congrès donnait une existence pérenne à cette fête en ordonnant au président de publier une proclamation appelant au respect chaque année du jour du drapeau le 14 juin, et de la semaine le contenant « semaine nationale du drapeau » (depuis 1966).

## Drapeaux célèbres

### The Star-Spangled Banner
Un drapeau à quinze étoiles, confectionné par Mary Young Pickersgill dans les dimensions 12,8 m par 9,1 m, flotta au-dessus de Fort McHenry durant la bataille de Baltimore au cours de la guerre de 1812. C'est lui qui inspira à Francis Scott Key le texte du poème The Star-Spangled Banner qui, mis en musique, devint l'hymne national des États-Unis. Le drapeau en question a été restauré et est à nouveau exposé au National Museum of American History du Smithsonian Institute depuis le 21 novembre 2008.

### La Bataille d'Iwo Jima

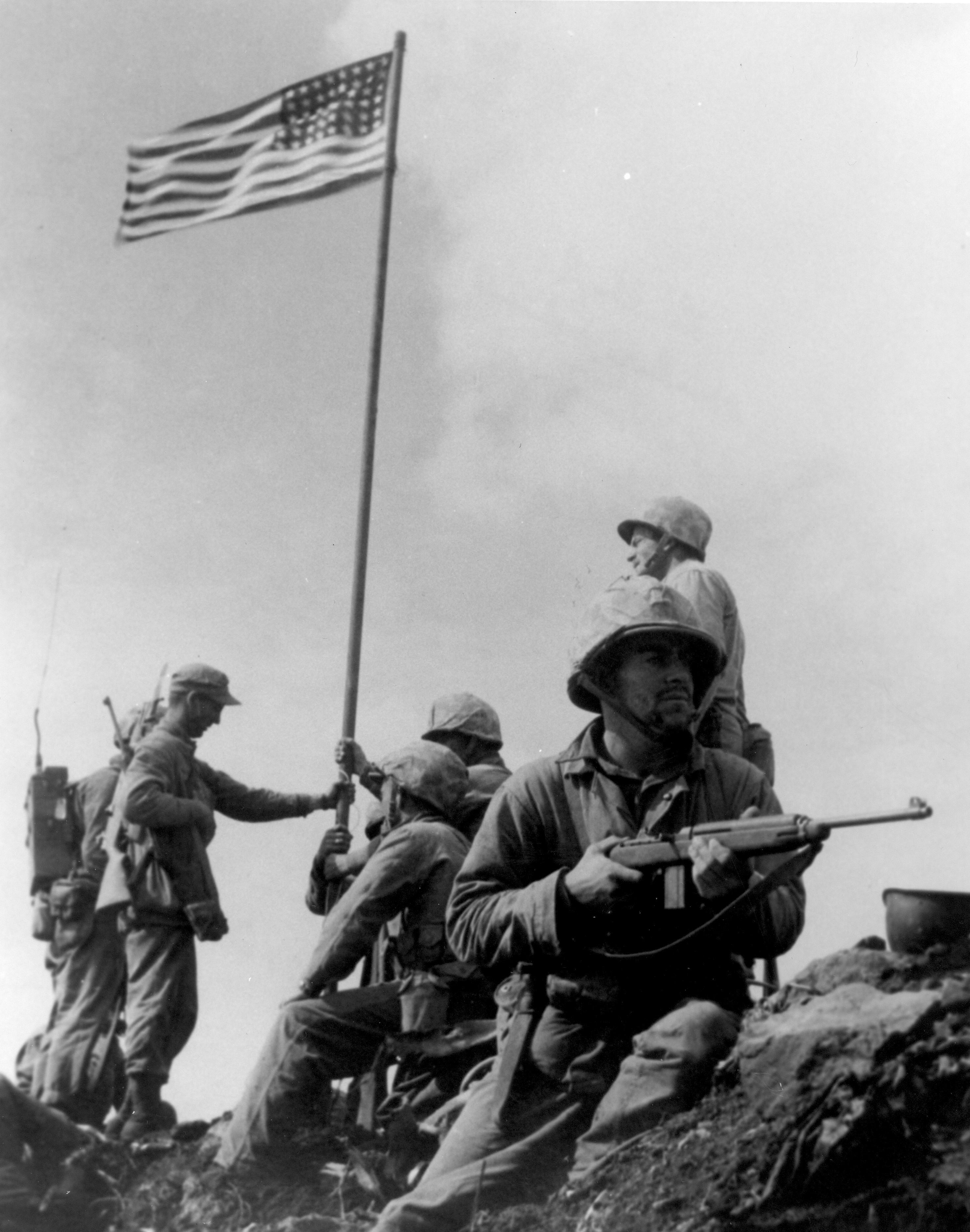
Le premier drapeau hissé sur le mont Suribachi. Cette photographie fut prise par le Staff sergeant Louis R. Lowery.

La bataille d'Iwo Jima opposa sur l'île japonaise d'Iwo Jima (en japonais Iōjima) les États-Unis, attaquant, et le Japon en février et mars 1945 dans le cadre du théâtre d'opération du Pacifique de la Seconde Guerre mondiale. L'île fut conquise. La bataille est particulièrement célèbre par la photographie prise par Joe Rosenthal, Raising the Flag on Iwo Jima, montrant des marines américains hissant le drapeau au sommet du mont Suribachi.

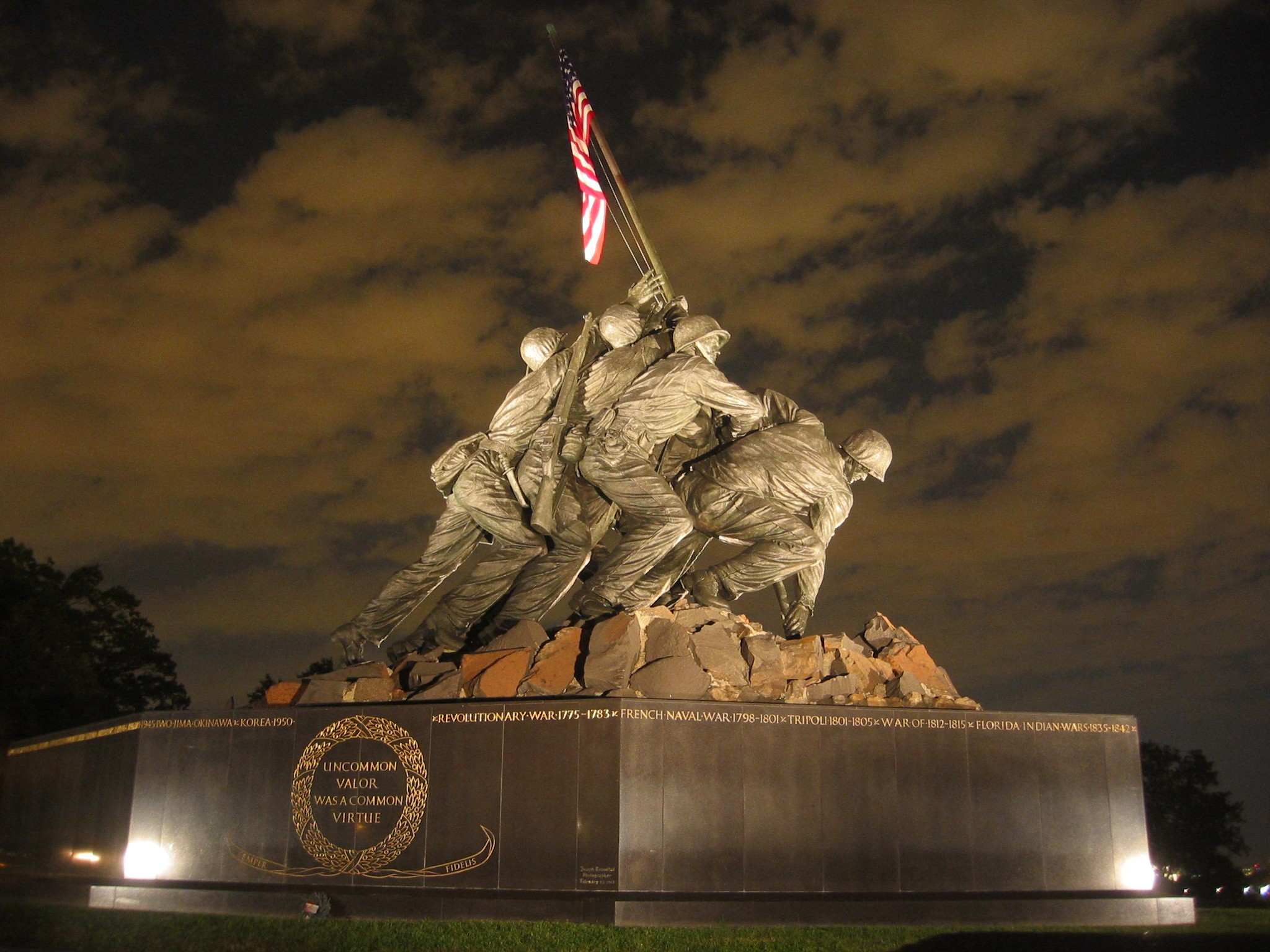
LU.S. Marine Corps War Memorial, situé à Arlington (Virginie) reprend la composition de la photographie Raising the Flag on Iwo Jima.

Raising the Flag on Iwo Jima (Le Drapeau hissé sur Iwo Jima) est une photographie mondialement célèbre prise le 23 février 1945. Elle dépeint cinq marines américains et un soldat infirmier de la Navy hissant le drapeau des États-Unis. La photographie eut immédiatement un immense succès, et fut reproduite dans des centaines de publications. Plus tard, elle devint la seule photographie à remporter le prix Pulitzer de la photographie l'année même de sa publication. Considérée comme l'une des images les plus significatives de son époque, elle constitue probablement la photographie la plus diffusée de tous les temps.

### Le drapeau sur la Lune

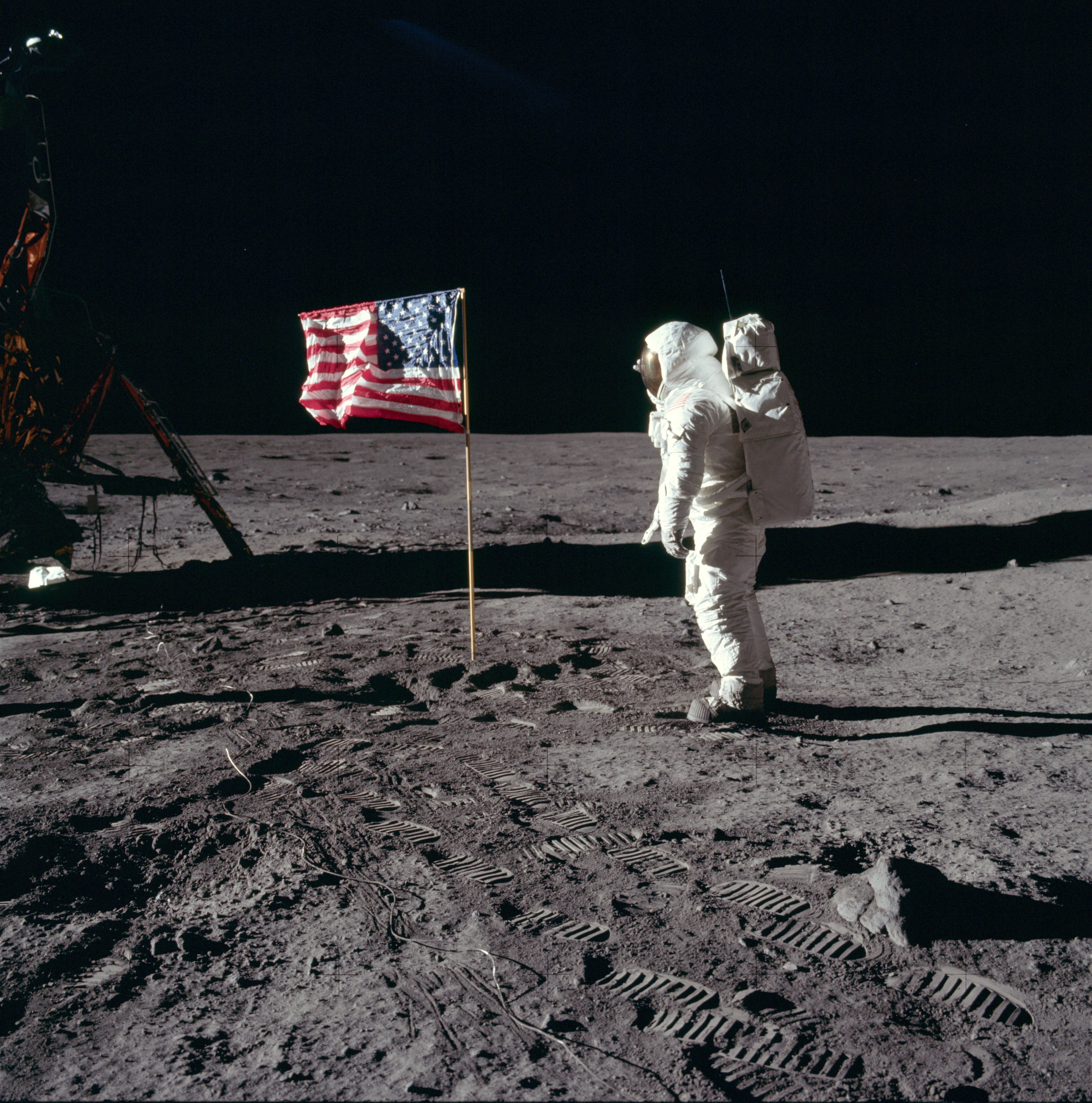
Buzz Aldrin salue le drapeau sur la Lune lors d'Apollo 11

Un drapeau fut planté avec quelques difficultés le 21 juillet 1969 sur la Lune (mer de la Tranquillité) par Buzz Aldrin lors de la mission Apollo 11. Le geste de planter un drapeau sur un territoire nouvellement découvert était ainsi repris. Cependant, ce drapeau planté ne représentait pas un moyen de revendiquer ce territoire, mais bien plutôt une opération de communication dans la guerre froide. Un texte adopté par le Sénat et la Chambre des représentants décida de ne planter que le drapeau des États-Unis sur toute planète explorée grâce au financement américain alors que des voix s'élevaient pour demander que soient aussi disposés le drapeau des Nations unies et un drapeau chrétien. La raison de cette décision est donnée à la fin du texte adopté :
« Ce geste est un geste symbolique de fierté nationale et il ne doit pas être interprété comme une déclaration d'appropriation nationale par proclamation de souveraineté »,
Ceci est conforme au traité de l'espace du 27 janvier 1967. De plus, la plaque déposée par l'équipage portait la phrase :
« Nous sommes venus en paix pour toute l'humanité. »
((en) « We came in peace for all mankind. »)
Et son dessin fut modifié pour remplacer le drapeau qui devait y figurer par un dessin des hémisphères est et ouest.
Ceci était annoncé déjà par le président Kennedy lors de son discours à l'université Rice (Houston, Texas) du 12 septembre 1962 :
« … nous ne le (l'espace) verrons pas gouverné par un drapeau de conquête, mais par une bannière de liberté et de paix. »,
Cette mission emporta également dans son voyage des drapeaux de grand format des États-Unis et de chacun des cinquante États de l'Union de 1969, du District de Columbia, des territoires non incorporés, des Nations unies, et d'autres pays,. Ils rapportèrent ces drapeaux sur Terre et ils furent présentés aux gouverneurs et chefs d'État.
Pour les « lunosceptiques » qui défendent la théorie du complot, les clichés où figure le drapeau sont matières à interprétations : le drapeau semble flotter dans le vent alors que la Lune n'a pas d'atmosphère. Pour expliquer ce phénomène, la Nasa a fourni plusieurs photographies qui montrent que les plis du drapeau sont en réalité immobiles. L'étendard était maintenu par une tige horizontale, mais il n'a pas pu être entièrement déployé et est resté froissé. C'est ce qui donne cette illusion de flottement.
En 2012, de nouvelles photographies réalisées par la NASA montrent que de tous les drapeaux des États-Unis plantés sur la Lune au cours des missions successives, seul celui d'Apollo 11 n'est plus visible, ce qui corrobore le souvenir de Buzz Aldrin selon lequel le drapeau avait été couché par le souffle du décollage du module.

## Déclinaisons du drapeau

### Dans d'autres symboles officiels des États-Unis

La cocarde de lUS Air Force reprend les couleurs et les éléments constitutifs du drapeau.

Les couleurs et les étoiles du drapeau des États-Unis se retrouvent dans d'autres symboles de la nation américaine, comme autant de déclinaisons.
Le grand sceau des États-Unis d'Amérique, par exemple, fut adopté le 20 juin 1782 avec des explications et une référence au drapeau.
Les couleurs, les bandes ou les étoiles se retrouvent aussi dans un grand nombre de logos et d'emblèmes des organismes fédéraux parmi lesquels on peut citer le FBI, la NSA, l'US Army ou encore l'US Air Force.
L'Oncle Sam, figure emblématique des États-Unis, est représenté coiffé d'un chapeau haut-de-forme aux couleurs de la bannière étoilée, et vêtu d'une veste bleue, parfois étoilée, et d'un pantalon rayé rouge et blanc.
L'emblème du Bicentenaire de l'indépendance américaine célébré en 1976 est une étoile blanche dont les contours sont délimités par trois bandes de couleur rouge blanc et bleu entrelacées. Les cinq extrémités de l'étoile sont arrondies. Voir cette image.

### Influences à l’étranger

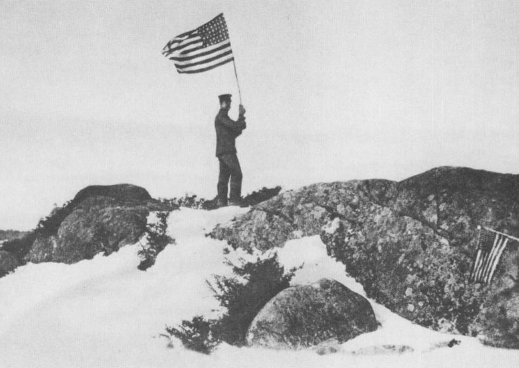
Le 24 mars 1918, le personnel de l'ambassade des États-Unis à Petrograd est évacué vers la Suède via la Finlande. Les officiers ont traversé la ligne de front de la guerre civile finlandaise avec le drapeau des États-Unis sur l'île de Lampaluoto à Pori, en Finlande.

- Les couleurs du drapeau des États-Unis ont influencé l'Europe des Lumières dans les années 1770 : elles deviennent à la mode parmi ceux qui soutiennent les libertés et même à la cour de France[63].
- Le drapeau du Liberia (1827) reprend l'alternance des bandes blanches et rouges et un canton bleu : ce pays d'Afrique occidentale fut en effet fondé par une société américaine de colonisation (The National Colonization Society of America), pour y installer des esclaves noirs libérés. Le drapeau est cependant différent, ne portant qu'une seule étoile sur un canton carré et non rectangulaire. Le nombre de bandes est différent (le drapeau du Liberia en compte onze) ainsi que la signification attribuée aux différents éléments.
- Le drapeau de la Malaisie est également inspiré de celui des États-Unis.

## Autres usages du drapeau, évocations et détournements

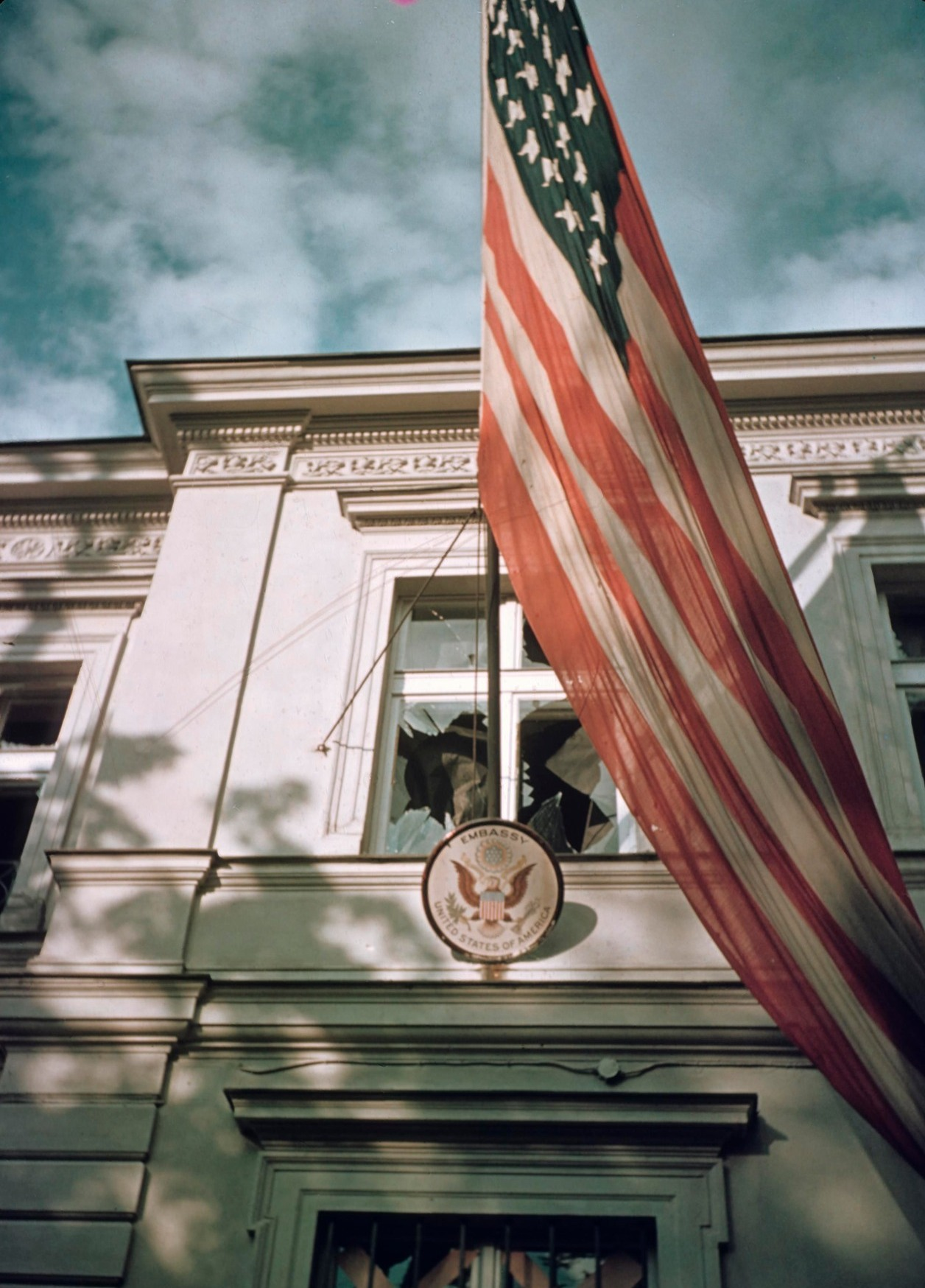
Ambassade américaine à Varsovie lors du raid aérien allemand de septembre 1939.

L'Oncle Sam vêtu aux couleurs du drapeau.

Symbole des États-Unis, le drapeau porte une forte charge émotionnelle. Il représente pour certains l'unité de la Fédération, les droits garantis par la Constitution et ses amendements, la démocratie et la liberté. D'autres usages du drapeau, notamment dans le cadre de l'armée, l'associent aux nationalisme, patriotisme, et militarisme, et à un impérialisme des États-Unis[réf. à confirmer]. L'interprétation faite d'une représentation de ce symbole dépendra donc essentiellement de la nationalité et du vécu de l'observateur et du contexte historique.

### Dans le domaine des arts

#### Arts plastiques
Le drapeau est une image forte, parfois reprise et employée par les artistes qui en utilisent les différentes facettes, dont les qualités graphiques de l'objet. On peut citer.
- Flag, peinture de Jasper Johns qui a travaillé sur le drapeau à de nombreuses reprises[65],[66] ;
- Flag, peinture de Wally Hedrick ;
- The Flag is Bleeding (1967), peinture de Faith Ringgold ;
- African American Flag (en) (1990), David Hammons[67].
- Portrait of America (2013), de la série Viewpoint of Billions, installation de David Datuna[68].

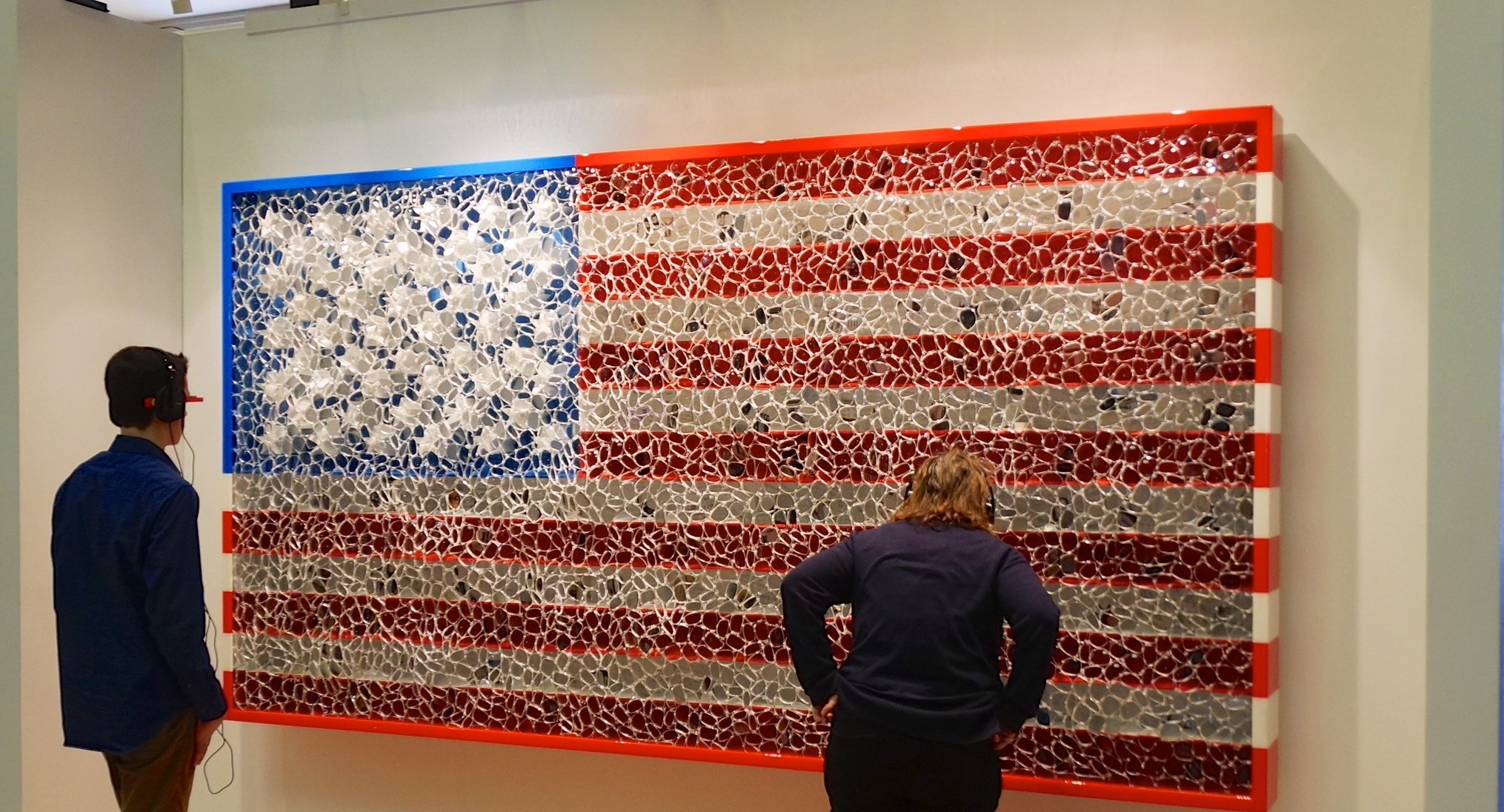
Portrait of America, de la série Viewpoint of Billions de David Datuna.

L'usage du drapeau par Jasper Johns fut certainement l'un des plus marquants. Il inspira en particulier Frank Stella, qui en reprit le rythme donné par les bandes.

##### Pochettes de disques
- There's A Riot Going On, Sly and The Family Stone. La photographie d'un drapeau où des soleils remplacent les étoiles a été prise par Steve Paley, A & R du groupe.
- Pop Art, Pet Shop Boys
- Born in the U.S.A., Bruce Springsteen. Cette photographie est l'œuvre d'Annie Leibovitz.
- After Bathing At Baxter's et Volunteers, Jefferson Airplane
- Des albums du groupe Anti-Flag. A New Kind of Army, par exemple, reprend et détourne la photographie Raising the Flag on Iwo Jima.
- America et Ragged old flag, Johnny Cash.

##### Bande dessinée

Bouclier de Captain America.

Plusieurs super-héros de comics, ont des costumes inspirés du drapeau des États-Unis :
- plus un super-soldat qu'un super-héros, Captain America est amoureux fou des valeurs américaines, en lutte à mort contre ses ennemis nazis ;
- Superman ;
- Wonder Woman ;
- Captain Nice de la série télévisée homonyme créée par Buck Henry en 1967 est une parodie de super-héros.

#### Cinéma
Affiches
- Hamburger Hill (1987), de John Irving
- Good Morning, Vietnam (1987), de Barry Levinson
- Né un 4 juillet (Born on the Fourth of July, 1990), d'Oliver Stone : plan serré sur Tom Cruise voilé par le drapeau des États-Unis. Voir l'affiche
- Loin du Viêt-Nam (1991), film collectif de Jean-Luc Godard, Alain Resnais, William Klein, Claude Lelouch, Agnès Varda, Joris Ivens et Marceline Loridan. Voir l'affiche
- Larry Flynt (The People VS. Larry Flynt, 1997) de Milos Forman : cette affiche polémique représente l'homme d'affaires américain crucifié sur le bas-ventre d'une femme, le drapeau des États-Unis enveloppé autour de la taille. Voir l'affiche
- Dans la vallée d'Elah (In the Valley of Elah, 2007), de Paul Haggis : l'affiche de ce film sur l'Amérique minée par l'Irak représente Tommy Lee Jones et Charlize Theron devant un drapeau des États-Unis usé qui claque au vent. Voir l'affiche
- Mon meilleur ennemi (My Enemy's Enemy, 2007), de Kevin Macdonald : l'affiche montre une photographie de Klaus Barbie et un drapeau des États-Unis où alternent des rangées de croix gammées et d'étoiles. Le propos de ce documentaire est d'établir l'implication de Barbie dans les services secrets américains et dans la répression bolivienne. Voir l'affiche

Séquences ou histoires
- La Planète des singes (Planet of the Apes, 1968) : dans ce film, une séquence parodie les plantés traditionnels de drapeaux. Taylor, le capitaine de l'équipage des astronautes, se moque de son camarade Landon, prototype de l'Américain moyen, qui pousse le patriotisme jusqu'à planter un drapeau miniature des États-Unis sur le sol rocailleux de leur planète d'arrivée. Il salue cette initiative d'un grand éclat de rire.
- Mémoires de nos pères (Flags of Our Fathers, 2006) : Clint Eastwood rend hommage dans ce film à l'héroïsme des six soldats qui participèrent en 1945 à la sanglante bataille d'Iwo Jima, pendant la Seconde Guerre mondiale, qui plantèrent le drapeau des États-Unis sur le mont Suribachi en signe de victoire et qui furent immortalisés par la photographie de Joe Rosenthal, Raising the Flag on Iwo Jima.
- Dans la vallée d'Elah (In the Valley of Elah, 2007) : le personnage joué par Tommy Lee Jones s'arrête au début du film devant un bâtiment dont le drapeau est monté à l'envers. Il fait remarquer au concierge : "Vous savez ce que cela veut dire quand un drapeau flotte à l'envers ? C'est un signal de détresse international. Cela veut dire on a d'énormes problèmes, venez à notre secours, on n'a pas la moindre chance de s'en sortir." À la fin du film, il vient remettre le drapeau à l'envers, en le remplaçant par un drapeau usagé, que son fils soldat en Irak lui a envoyé par la poste.
- V pour Vendetta (film) (V for Vendetta (film), 2006) : le présentateur de télévision Gordon Deitrich, qui cache chez lui l'héroïne Evey lorsqu'elle échappe à la police, abrite dans sa cave une collection d'objets "séditieux" dont la découverte par les autorités pourrait lui valoir de gros ennuis : Coran du XIVe siècle, photos trahissant ses goûts homosexuels, etc. Parmi eux, un tableau polémique intitulé « Coalition des volontaires au pouvoir ». Evey connait son existence et le scandale qu'il a provoqué, mais pensait qu'il avait été détruit par le gouvernement. En fait Dietrich l'a racheté en secret. Le tableau représente un drapeau fictif, mélange des drapeaux britannique et américain (canton bleu avec étoiles blanches) avec au centre le svastika nazi.
- Postman (The Postman (film), 1997) : Tout le film traite de l'effondrement et la reconstitution des États-Unis. Le héros, pour se faire abriter et nourrir par une communauté retranchée, invente la fiction de la reconstitution d'un gouvernement fédéral, après la guerre civile et la guerre nucléaire qui ont ravagé le pays. Il se dit employé du service fédéral des postes reconstitué, s'installe au bureau de poste désaffecté et y hisse le drapeau des États-Unis. Lorsque le "méchant", le général Bethlehem, entre en ville à la tête de son armée holniste, il découvre le drapeau et s'exclame : « Faites-moi brûler cette abomination ! ». À la fin du film, le Postman a réussi à rassembler lui aussi une armée pour combattre Bethlehem. Il galope à la tête de ses troupes pour livrer la bataille finale, en brandissant un drapeau des États-Unis, dont les bandes blanches portent l'inscription "États-Unis restaurés d'Amérique".

### Dans le domaine de la communication

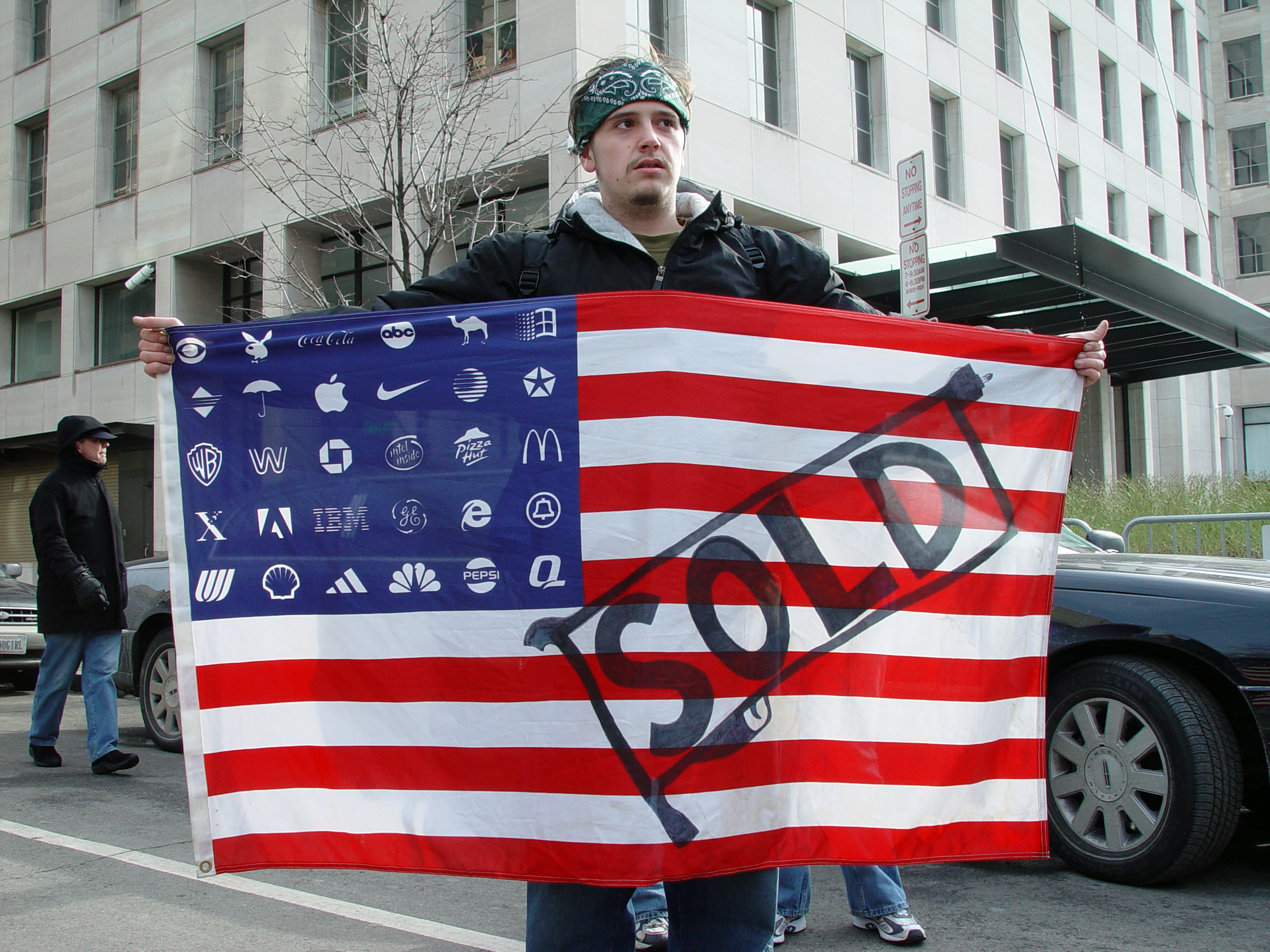
Exemple de détournement du drapeau : un manifestant brandit un drapeau Brands-and-Bands du réseau Adbusters lors d'une manifestation le jour de la deuxième inauguration de George W. Bush en 2005.

#### Communication d'entreprise
Le drapeau est régulièrement utilisé à des fins de communication ou de publicité, soit en entier, soit de manière partielle, ou comme une simple évocation par l'intermédiaire de ses couleurs. Nombre de compagnies commerciales américaines ont ainsi un logo comportant une référence au drapeau. Exemples :
- Bank of America ;
- Pepsi-Cola ;
- Tommy Hilfiger.

#### Communication politique

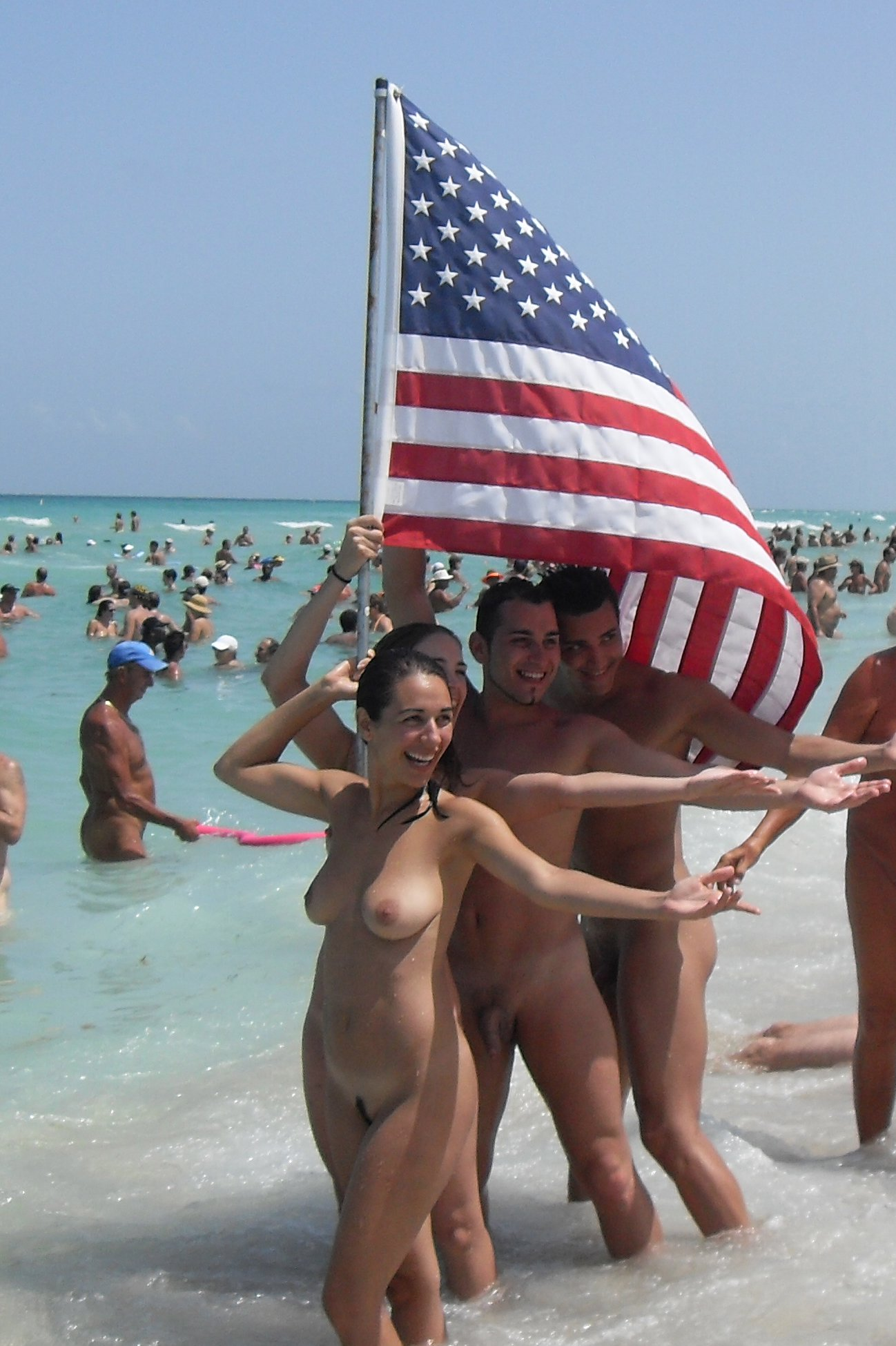
Une organisation nudiste défile en arborant le drapeau selon le protocole, pour manifester que le nudisme n'est pas contraire aux idéaux de la nation. Haulover Beach, Floride, National Nude Week-End, 11 juillet 2009

Les partis politiques nationaux américains reprennent aussi ce symbole dans leurs logos :
- le Parti républicain auquel est associée la couleur rouge ;
- le Parti démocrate auquel est associée la couleur bleue.

Le drapeau est aussi parfois détourné pour protester contre la politique des États-Unis ou contre certains aspects de la culture américaine. Il peut alors lui être ajouté du texte, ou être accroché à l'envers en signe de détresse. Il arrive aussi que les étoiles soient remplacées par d'autres motifs pour faire passer un message différent.

#### Sport
Les fédérations ou équipes nationales sportives américaines reprennent aussi ce symbole dans leurs logos :
- l'équipe des États-Unis de baseball ;
- l'équipe des États-Unis de soccer ;
- Fédération des États-Unis de soccer.

### Sources
- Une partie importante de l'information donnée ici se trouve sur le site de l'organisme gouvernemental U.S. GSA, Federal Citizen Information Center, dans la partie Our Flag. Ce texte, régulièrement publié dans des versions mises à jour par le Congrès est aussi disponible en format PDF dans sa version révisée en 2003. La version de 2001 porte l' (ISBN 0-16-050981-5)[71].
- http://www.usflag.org/
- http://www.amb-usa.fr/indexfr.htm
- Les références légales sont prises pour la plupart du site de la faculté de droit l'université Cornell : http://www.law.cornell.edu/uscode/